# 1976年の映画
1976年の映画（1976ねんのえいが）では、1976年（昭和51年）の映画分野の動向についてまとめる。
1975年の映画 - 1976年の映画 - 1977年の映画

## できごと

### 世界
- 米国、『カッコーの巣の上で』（1975年11月公開、ミロス・フォアマン監督）が配給収入5800万ドル [注 1]、『大統領の陰謀』（4月公開、アラン・J・パクラ監督）が配給収入3000万ドルの大ヒット[2][注 2]。
- 3月17日 - イタリア、ルキノ・ヴィスコンティ監督、死去[2][3]。
- 3月29日 - 黒澤明監督の『デルス・ウザーラ』が第48回アカデミー賞外国語映画賞を受賞[4][5]。
- 4月25日 - イギリス、キャロル・リード監督、死去[2][6]。
- 6月15日 - 『新幹線大爆破』（佐藤純彌監督）、大韓民国・釜山開催の第22回アジア映画祭で優秀人権映画賞受賞[7]。
- 6月30日 - 『新幹線大爆破』、フランスの映画館17館で公開され、ヒット[7]。
- 7月 - 記録映画『彫る・棟方志功の世界』が第26回ベルリン国際映画祭で記録映画部門グランプリ[8][4]。
- 8月2日 - 米国、フリッツ・ラング監督、死去[2][9][10][注 3]。
- 11月15日 - フランス、俳優ジャン・ギャバン、死去[2][11]。

### 日本
- 1月
  - 昭和50年度全国映画館数2443館（前年比25館減）、映画入場人員1億7400万人（前年比93.7%）[5][12]。興行収入1307億5000万円（前年比111.7%）[5][12]。邦洋の配給収入のシェアでは邦画44%：洋画56%となり、史上初めて洋画が上回る[5][12]。以後、「洋高邦低」の傾向続く[5]。
  - 1月8日 - 角川春樹事務所設立[13]。
  - 1月30日 - ブルーリボン賞復活（復活第1回、通算18回）、最優秀作品賞は小林正樹監督『化石』[5]。以後、ブルーリボン賞は毎年開催[5]。
- 3月
  - 3月1日 - 東映、洋画興行部を新設、洋画部を洋画配給部と改称[5]。
  - 3月13日 - 東京・渋谷東宝劇場は洋画ロードショー館に、渋谷宝塚劇場は東宝邦画封切館に変更[5]。
  - 3月20日 - 東映まんがまつり、『長靴をはいた猫 80日間世界一周』（演出:設楽博）ほか封切、ヒット[7]。
- 4月
  - 4月1日 - 映倫、一般映画制限付R（Rは制限を意味するRestrictedから）を設置、実施[5]。
  - 4月13日 - 東宝東和、フランス資本で製作され[2]、わいせつ表現で議論を呼んだ大島渚監督『愛のコリーダ』日本配給発表[5]。プリント到着後、東京税関がストップを掛け、問題となる[5]。
- 5月
  - 5月1日 - 映倫、一般映画制限付（R指定）の第1号に唐プロ=ATG提携『任侠外伝 玄海灘』[14]を指定[15]。
- 6月
  - 6月30日 - ATGが外配協（外国映画輸入配給協会）を退会[5]。
- 7月
  - 都内の一部ロードショー劇場で入場料金改訂、一般（大人）1000円から1300円へ[5]。
  - 7月1日 - 東宝不動産、帝国劇場を吸収合併[5]。
  - 7月8日 - 東宝、源田実参議院議員から『不毛地帯』（山本薩夫監督）のナレーションが事実に反していると抗議を受ける（『不毛地帯』問題）[5]。
  - 7月25日 - MGM日本支社閉鎖問題解決[5]。
- 8月
  - 日活、『嗚呼!!花の応援団』 / 『四畳半青春硝子張り』の一般映画2本立て公開、大ヒット[16]。
  - 8月2日 - 東宝・カネボウ協賛のミス・サラダガール・コンテストで、古手川祐子、名取裕子が入選し、東宝入り[17]。
  - 8月6日 - 『ソドムの市』（ピエル・パオロ・パゾリーニ監督）ノーカット版を一般試写会で上映し、警視庁から家宅捜査を受けた配給会社のUAを外国映画通関連絡協議会が除名処分とすることを決定[5]。
  - 8月7日 - 『トラック野郎・望郷一番星』（鈴木則文監督） / 『武闘拳 猛虎激殺!』（山口和彦監督）封切、ヒット[7]。
  - 8月10日 - 東映商事部、清涼飲料水「トラック野郎ドリンク」「トラック野郎オレンジドリンク」新発売[18]。
  - 8月14日 - 山本薩夫監督『不毛地帯』の先行ロードショーが大ヒット[17]（一般公開は28日から[5]）。
- 9月
  - 9月27日 - 『愛のコリーダ』（大島渚監督）の映倫審査ようやく終了[5]。
- 10月
  - 日本ビクター、家庭用VHS方式ビデオカセットレコーダー〔HR-3300〕発売[5]。
  - 10月16日
    - 角川映画第1作『犬神家の一族』（市川崑監督）公開。10月23日、先行上映の日比谷映画劇場の封切1週間の入場者数が約5万6300人、興行収入は約6000万円となり、週計興行収入の新記録[17]。
    - フランス資本によるハードコア映画『愛のコリーダ』（大島渚監督）が公開され、話題となる[4]。

  - 10月22日 - 元女優の山路ふみ子が映画人を対象とする「山路ふみ子映画賞」を設ける[4][5]。
  - 10月23日 - 日本映画製作者協会が社団法人化するとともに「日本映画テレビプロデューサー協会」と改称[5][5]。
- 11月
  - 11月1日 - 東映ビデオ、家庭用VTR向け「ホームビデオシリーズ」を発売、『ピンク・フロイドの幻想』、『任侠に咲いた花・藤純子』など5タイトル[19]。
  - 11月11日 - 白井佳夫、キネマ旬報の編集長を解任される[20][4]。
  - 11月13日 - 『犬神家の一族』が全国140館で拡大一般公開され、動員・興収共に『日本沈没』に匹敵する大ヒット[17][4][注 4][注 5]。『東宝五十年史』によれば、『犬神家の一族』の成功が最終的に角川の映画界進出を後押しした[17]。
- 12月
  - 洋画配給界でインディペンデント系企業の年間配給収入が米メジャー系を史上初めて上回る[5]。
  - 12月12日 - 報知映画賞制定、第1回授賞式開催[5]。
  - 12月25日 - 『トラック野郎・天下御免』（鈴木則文監督） / 『河内のオッサンの唄 よう来たのワレ』（齋藤武市監督）封切、ヒット[7]。
  - 12月31日 - 東宝が三番街ビル（東京日比谷「国策ビル」）を購入[5]。
- 月日不明
  - 黒澤明監督、映画人初の文化功労者となる[2]。
  - 松竹、自宅待機を含む製作体制の合理化を推める[4]。

## 日本の映画興行
- 入場料金（大人）
  - 1,000円[23]
  - 1,300円（邦画封切館）[24]
  - 映画館・映画別
    - 1,200円（松竹、正月映画『男はつらいよ 葛飾立志篇』）[25][26][注 6]
    - 1,200円（松竹、7月公開『男はつらいよ 寅次郎夕焼け小焼け』）[28]
    - 1,000円（有楽座、正月映画『フリック・ストーリー』）[29]
    - 1,300円（丸の内ピカデリー、正月映画『ジョーズ』）[30]
    - 1,300円（渋谷パンテオン、正月映画『ジョーズ』）[31]

  - 1,140円（統計局『小売物価統計調査（動向編） 調査結果』[32] 銘柄符号 9341「映画観覧料」）[33]
- 入場者数 1億7102万人[12]
- 興行収入 1457億900万円[12]

| 配給会社 | 配給本数 | 配給本数 | 配給本数 | 年間配給収入 | 概要 |
| 配給会社 | 新作     | 再映     | 洋画     | 前年対比     | 概要 |
| -------- | -------- | -------- | -------- | ------------ | --- |
| 松竹     | 32       | 32       | 32       | 49億5057万円 | 『男はつらいよ 葛飾立志篇』（11.9億円）、『男はつらいよ 寅次郎夕焼け小焼け』（9.7億円）の2本と富士映画配給のドキュメンタリー『地上最強のカラテ』のみが話題になった。青春路線の『愛と誠・完結篇』 / 『パーマネント・ブルー 真夏の恋』は失敗。歌謡映画『北の宿から』も失敗。他社映画では前出の三協映画『地上最強のカラテ』が大ヒット、『君よ憤怒の河を渉れ』（2.4億円）は平均点、残る『大地の子守歌』・『妖婆』・『ひとごろし』・『片腕カンフー対空とぶギロチン』は寂しい結果に終わった。 |
| 松竹     | 25       | 6        | 1        | 109.0%       | 『男はつらいよ 葛飾立志篇』（11.9億円）、『男はつらいよ 寅次郎夕焼け小焼け』（9.7億円）の2本と富士映画配給のドキュメンタリー『地上最強のカラテ』のみが話題になった。青春路線の『愛と誠・完結篇』 / 『パーマネント・ブルー 真夏の恋』は失敗。歌謡映画『北の宿から』も失敗。他社映画では前出の三協映画『地上最強のカラテ』が大ヒット、『君よ憤怒の河を渉れ』（2.4億円）は平均点、残る『大地の子守歌』・『妖婆』・『ひとごろし』・『片腕カンフー対空とぶギロチン』は寂しい結果に終わった。 |
| 東宝     | 26       | 26       | 26       | 81億2496万円 | 一本立て大作は『続・人間革命』（16.1億円）、『不毛地帯』（5.4億円）、角川映画『犬神家の一族』（15.6億円）とヒットが続いた。山口百恵は『絶唱』（9.2億円）、『エデンの海』、『風立ちぬ』（7.9億円）の3作品をヒットさせ、文芸路線を確立した。『妻と女の間』 / 『おしゃれ大作戦』は伸び悩み、海外ロケをした3作品『パリの哀愁』、『北の岬』、『スリランカの愛と別れ』は失敗。 |
| 東宝     | 22       | 3        | 1        | 143.7%       | 一本立て大作は『続・人間革命』（16.1億円）、『不毛地帯』（5.4億円）、角川映画『犬神家の一族』（15.6億円）とヒットが続いた。山口百恵は『絶唱』（9.2億円）、『エデンの海』、『風立ちぬ』（7.9億円）の3作品をヒットさせ、文芸路線を確立した。『妻と女の間』 / 『おしゃれ大作戦』は伸び悩み、海外ロケをした3作品『パリの哀愁』、『北の岬』、『スリランカの愛と別れ』は失敗。 |
| 東映     | 44       | 44       | 44       | 91億6405万円 | 「トラック野郎」シリーズの『トラック野郎・爆走一番星』（7.8億円）と『トラック野郎・望郷一番星』（5.4億円）、春と夏のまんがまつりの計4番組は安定している。カラテ映画と実録路線が低迷状態のなか、変わった客層を狙った川谷拓三主演映画『河内のオッサンの唄』が公開された。キネマ旬報は、実録路線低迷について、観客に飽きられたこと、広域暴力団壊滅運動の影響、社会が明るい映画を求めていることを理由に挙げている。                                                                         |
| 東映     | 41       | 3        | 0        | 105.8%       | 「トラック野郎」シリーズの『トラック野郎・爆走一番星』（7.8億円）と『トラック野郎・望郷一番星』（5.4億円）、春と夏のまんがまつりの計4番組は安定している。カラテ映画と実録路線が低迷状態のなか、変わった客層を狙った川谷拓三主演映画『河内のオッサンの唄』が公開された。キネマ旬報は、実録路線低迷について、観客に飽きられたこと、広域暴力団壊滅運動の影響、社会が明るい映画を求めていることを理由に挙げている。                                                                         |
| 日活     | 86       | 86       | 86       | 35億4443万円 | 夏に公開した一般映画『嗚呼!!花の応援団』（6.4億円）が大ヒット。ロマンポルノは安定しているが、今後の伸びが期待できない頭打ち状態のため、ポルノ一本やりから一般映画も混じえた配給に方針を転換する。累積赤字79億円余り。 |
| 日活     | 80       | 6        | 0        | 137.2%       | 夏に公開した一般映画『嗚呼!!花の応援団』（6.4億円）が大ヒット。ロマンポルノは安定しているが、今後の伸びが期待できない頭打ち状態のため、ポルノ一本やりから一般映画も混じえた配給に方針を転換する。累積赤字79億円余り。 |

出典:「1976年度日本映画/外国映画業界総決算」『キネマ旬報』1977年（昭和52年）2月下旬号、キネマ旬報社、1977年、109 - 123頁。

## 各国ランキング

### 日本配給収入ランキング
| 順位 | 題名                                              | 製作国                            | 配給                 | 配給収入     |
| ---- | ------------------------------------------------- | --------------------------------- | -------------------- | ------------ |
| 1    | ジョーズ                                          | アメリカ合衆国の旗                | CIC                  | 50億0500万円 |
| 2    | グレートハンティング                              | イタリアの旗                      | 日本ヘラルド映画     | 18億0000万円 |
| 3    | 続・人間革命                                      | 日本の旗                          | 東宝                 | 16億0700万円 |
| 4    | 犬神家の一族                                      | 日本の旗                          | 東宝                 | 15億5900万円 |
| 5    | ミッドウェイ                                      | アメリカ合衆国の旗                | ユニバーサル映画/CIC | 15億2000万円 |
| 6    | オーメン                                          | イギリスの旗 · アメリカ合衆国の旗 | 20世紀フォックス     | 12億0000万円 |
| 7    | 男はつらいよ 葛飾立志篇 / 正義だ!味方だ!全員集合! | 日本の旗                          | 松竹                 | 11億9100万円 |
| 8    | 男はつらいよ 寅次郎夕焼け小焼け / 忍術猿飛佐助    | 日本の旗                          | 松竹                 | 09億7400万円 |
| 9    | 絶唱 / 裸足のブルージン                           | 日本の旗                          | 東宝                 | 09億1800万円 |
| 10   | 続エマニエル夫人                                  | フランスの旗                      | 日本ヘラルド映画     | 08億8000万円 |

#4の出典:中川右介『角川映画 1976-1986 日本を変えた10年』KADOKAWA、2014年、280頁。ISBN 978-4-04-731905-9。
併映作に関する出典:「1976年度日本映画/外国映画業界総決算」『キネマ旬報』1977年（昭和52年）2月下旬号、キネマ旬報社、1977年、114頁。
上記以外の出典:『キネマ旬報ベスト・テン85回全史 1924-2011』キネマ旬報社〈キネマ旬報ムック〉、2012年5月、342頁。ISBN 978-4873767550。
| 順位 | 題名                                              | 配給 | 配給収入     |
| ---- | ------------------------------------------------- | ---- | ------------ |
| 1    | 続・人間革命                                      | 東宝 | 16億0700万円 |
| 2    | 犬神家の一族                                      | 東宝 | 15億5900万円 |
| 3    | 男はつらいよ 葛飾立志篇 / 正義だ!味方だ!全員集合! | 松竹 | 11億9100万円 |
| 4    | 男はつらいよ 寅次郎夕焼け小焼け / 忍術猿飛佐助    | 松竹 | 09億7400万円 |
| 5    | 絶唱 / 裸足のブルージン                           | 東宝 | 09億1800万円 |
| 6    | 風立ちぬ / どんぐりッ子                           | 東宝 | 07億9200万円 |
| 7    | トラック野郎・爆走一番星 / けんか空手 極真無頼拳  | 東映 | 07億7700万円 |
| 8    | 嗚呼!!花の応援団 / 四畳半青春硝子張り             | 日活 | 06億4000万円 |
| 9    | 不毛地帯                                          | 東宝 | 05億4400万円 |
| 10   | トラック野郎・望郷一番星 / 武闘拳 猛虎激殺!       | 東映 | 05億4300万円 |

#2の出典:中川右介『角川映画 1976-1986 日本を変えた10年』KADOKAWA、2014年、280頁。ISBN 978-4-04-731905-9。
併映作に関する出典:「1976年度日本映画/外国映画業界総決算」『キネマ旬報』1977年（昭和52年）2月下旬号、キネマ旬報社、1977年、114頁。
上記以外の出典:『キネマ旬報ベスト・テン85回全史 1924-2011』キネマ旬報社〈キネマ旬報ムック〉、2012年5月、342頁。ISBN 978-4873767550。
| 順位 | 題名                 | 製作国                                | 配給                       | 配給収入     |
| ---- | -------------------- | ------------------------------------- | -------------------------- | ------------ |
| 1    | ジョーズ             | アメリカ合衆国の旗                    | CIC                        | 50億0500万円 |
| 2    | グレートハンティング | イタリアの旗                          | 日本ヘラルド映画           | 18億0000万円 |
| 3    | ミッドウェイ         | アメリカ合衆国の旗                    | ユニバーサル映画/CIC       | 15億2000万円 |
| 4    | オーメン             | イギリスの旗 · アメリカ合衆国の旗     | 20世紀フォックス           | 12億0000万円 |
| 5    | 続エマニエル夫人     | フランスの旗                          | 日本ヘラルド映画           | 08億8000万円 |
| 6    | カッコーの巣の上で   | アメリカ合衆国の旗                    | ユナイテッド・アーティスツ | 07億0000万円 |
| 7    | ベンジー             | アメリカ合衆国の旗                    | 日本ヘラルド映画           | 06億8000万円 |
| 8    | グリズリー           | アメリカ合衆国の旗                    | コロンビア ピクチャーズ    | 05億9000万円 |
| 9    | マイ・ウェイ         | 南アフリカ共和国の旗 · イギリスの旗   | コロンビア映画             | 05億3500万円 |
| 10   | スナッフ/SNUFF       | アメリカ合衆国の旗 · アルゼンチンの旗 | ジョイパックフィルム       | 04億0800万円 |

出典:『キネマ旬報ベスト・テン85回全史 1924-2011』キネマ旬報社〈キネマ旬報ムック〉、2012年5月、342頁。ISBN 978-4873767550。

### 北米興行収入ランキング
| 順位 | 題名                    | スタジオ                   | 興行収入     | 出典   |
| ---- | ----------------------- | -------------------------- | ------------ | ------ |
| 1.   | ロッキー                | ユナイテッド・アーティスツ | $117,235,147 | [ 46 ] |
| 2.   | To Fly!                 | 国立航空宇宙博物館         | $86,600,000  | [ 47 ] |
| 3.   | スター誕生              | ワーナー・ブラザース       | $80,000,000  | [ 48 ] |
| 4.   | 大統領の陰謀            | ワーナー・ブラザース       | $70,600,000  | [ 49 ] |
| 5.   | オーメン                | 20世紀フォックス           | $60,922,980  | [ 50 ] |
| 6.   | In Search of Noah's Ark | Sunn Classic Pictures      | $55,700,000  | [ 51 ] |
| 7.   | キングコング            | パラマウント映画           | $52,614,445  | [ 52 ] |
| 8.   | 大陸横断超特急          | 20世紀フォックス           | $51,079,064  | [ 53 ] |
| 9.   | ダーティハリー3         | ワーナー・ブラザース       | $46,236,000  | [ 54 ] |
| 10.  | ミッドウェイ            | ユニバーサル映画           | $43,220,000  | [ 55 ] |

## 受賞
- 第49回アカデミー賞
  - 作品賞 - 『ロッキー』
  - 監督賞 - ジョン・G・アヴィルドセン（ロッキー）
  - 主演男優賞 - ピーター・フィンチ（ネットワーク）
  - 主演女優賞 - フェイ・ダナウェイ（ネットワーク）

- 第34回ゴールデングローブ賞
  - 作品賞 (ドラマ部門) - 『ロッキー』
  - 主演女優賞 (ドラマ部門) - フェイ・ダナウェイ（ネットワーク）
  - 主演男優賞 (ドラマ部門) - ピーター・フィンチ（ネットワーク）
  - 作品賞 (ミュージカル・コメディ部門) - 『スター誕生』
  - 主演女優賞 (ミュージカル・コメディ部門) - バーブラ・ストライサンド（スター誕生）
  - 主演男優賞 (ミュージカル・コメディ部門) - クリス・クリストファーソン（スター誕生）
  - 監督賞 - シドニー・ルメット（ネットワーク）

- 第42回ニューヨーク批評家協会賞 - 『大統領の陰謀』

- 第29回カンヌ国際映画祭
  - パルム・ドール - 『タクシードライバー』（マーティン・スコセッシ）
  - 監督賞 - エットーレ・スコラ（醜い奴、汚い奴、悪い奴）
  - 男優賞 - ホセ・ルイス・ゴメス（PASCUAL DUARTE）
  - 女優賞 - ドミニク・サンダ（沈黙の官能）、Mari Torocsik「DERYNE, HOLVAN?」）

- 第33回ヴェネツィア国際映画祭
  - 金獅子賞 - 受賞作なし

- 第26回ベルリン国際映画祭
  - 金熊賞 - 『ビッグ・アメリカン』 (ロバート・アルトマン)

- 第19回ブルーリボン賞
  - 作品賞 - 『大地の子守歌』
  - 主演男優賞 - 渡哲也（『やくざの墓場 くちなしの花』）
  - 主演女優賞 - 秋吉久美子（『さらば夏の光よ』『あにいもうと』）
  - 監督賞 - 山根成之（『さらば夏の光よ』『パーマネント・ブルー 真夏の恋』）

- 第50回キネマ旬報ベスト・テン
  - 外国映画第1位 - 『タクシードライバー』
  - 日本映画第1位 - 『青春の殺人者』

- 第31回毎日映画コンクール
  - 日本映画大賞 - 『不毛地帯』

- 第31回文化庁芸術祭大賞
  - 映画部門（日本記録映画） - 受賞作なし
  - 映画部門（外国映画） - 『トリュフォーの思春期』[56][57]

## 誕生

### 1月
- 1月5日 - 浅沼晋太郎、日本の声優
- 1月12日 - 中谷美紀、日本の女優
- 1月23日 - ムロツヨシ、日本の男優

### 2月
- 2月16日 - オダギリジョー、日本の男優
- 2月21日 - つぐみ、日本の女優
- 2月27日 - 田村ゆかり、日本の声優

### 3月
- 3月19日 - 市川実和子、日本の女優
- 3月21日 - 音尾琢真、日本の男優
- 3月22日 - リース・ウィザースプーン、アメリカ合衆国の女優
- 3月29日 - 浪川大輔、日本の声優

### 4月
- 4月10日 - 木村佳乃、日本の女優

### 6月
- 6月29日 - 井川遥、日本の女優

### 7月
- 7月24日 - 須藤理彩、日本の女優

### 8月
- 8月9日 - オドレイ・トトゥ、フランスの女優

### 9月
- 9月20日 - 堀江由衣、日本の声優

### 10月
- 10月4日 - アリシア・シルヴァーストーン、アメリカ合衆国の女優
- 10月19日 - 金子賢、日本の男優
- 10月23日 - ライアン・レイノルズ、カナダの男優
- 10月31日 - 山本耕史、日本の男優

### 11月
- 11月2日 - 滝藤賢一、日本の男優

### 12月
- 12月5日 - 観月ありさ、日本の女優
- 12月5日 - 国分佐智子、日本の女優
- 12月12日 - 瀬戸朝香、日本の女優
- 12月16日 - 辺見えみり、日本の女優
- 12月18日 - 小雪、日本の女優

## 死去
| 日付 | 日付 | 名前                     | 国籍                                  | 年齢 | 職業                           |
| 1月  | 23日 | ポール・ロブスン         | アメリカ合衆国の旗                    | 77   | 俳優・作家・歌手・公民権運動家 |
| 2月  | 12日 | サル・ミネオ             | アメリカ合衆国の旗                    | 37   | 俳優                           |
| 2月  | 13日 | ジョン・ラウンズベリー   | アメリカ合衆国の旗                    | 64   | アニメーター                   |
| 2月  | 22日 | ジャン・セルヴェ         | ベルギーの旗                          | 65   | 俳優                           |
| 3月  | 14日 | バスビー・バークレー     | アメリカ合衆国の旗                    | 80   | 映画監督                       |
| 3月  | 17日 | ルキノ・ヴィスコンティ   | イタリアの旗                          | 69   | 映画監督                       |
| 3月  | 23日 | 前野霜一郎               | 日本の旗                              | 29   | 俳優                           |
| 4月  | 3日  | 萩原遼                   | 日本の旗                              | 65   | 映画監督                       |
| 4月  | 5日  | ハワード・ヒューズ       | アメリカ合衆国の旗                    | 70   | 映画監督                       |
| 4月  | 25日 | キャロル・リード         | イギリスの旗                          | 69   | 映画監督                       |
| 5月  | 10日 | 石山健二郎               | 日本の旗                              | 72   | 俳優                           |
| 6月  | 6日  | ヴィクター・ヴァルコニ   | ハンガリーの旗                        | 85   | 俳優                           |
| 7月  | 12日 | ジェームズ・ウォン・ハウ | アメリカ合衆国の旗                    | 76   | 撮影監督                       |
| 8月  | 2日  | フリッツ・ラング         | オーストリアの旗 · アメリカ合衆国の旗 | 85   | 映画監督                       |
| 8月  | 8日  | ウィンストン・ヒブラー   | アメリカ合衆国の旗                    | 65   | 脚本家                         |
| 9月  | 10日 | ダルトン・トランボ       | アメリカ合衆国の旗                    | 70   | 脚本家                         |
| 10月 | 14日 | イーディス・エヴァンス   | イギリスの旗                          | 88   | 女優                           |
| 11月 | 15日 | ジャン・ギャバン         | フランスの旗                          | 72   | 俳優                           |
| 11月 | 28日 | ロザリンド・ラッセル     | アメリカ合衆国の旗                    | 69   | 女優                           |
| 12月 | 12日 | ジャック・キャシディ     | アメリカ合衆国の旗                    | 49   | 俳優                           |